# Росс, Арт
Артур Хауи «Арт» Росс (англ. Arthur Howey "Art" Ross; 13 июня 1886 — 5 июля 1964) — канадский хоккеист, защитник, а также известный хоккейный функционер и тренер. Один из лучших защитников своего времени, был одним из первых, кто не сразу расставался с шайбой, прежде чем передать её нападающему. В своей игровой карьере он дважды становился обладателем Кубка Стэнли, в 1907 и 1908 годах. Как и другие игроки того времени, Росс одновременно мог выступать за различные команды и лиги, но наиболее заметен был, играя в Монреаль Уондерерз, выступавшими в Национальной хоккейной ассоциации, а затем в Национальной хоккейной лиге — правопреемнике НХА. В 1911 году он возглавил одну из первых организованных забастовок за повышение зарплаты. Закончил свою карьеру в качестве игрока в 1918 году, когда сгорела домашняя арена Уондерерз, и команда была вынуждена прекратить свою деятельность.
Несколько лет работал хоккейным арбитром, после чего на один сезон стал главным тренером команды Гамильтон Тайгерз. Когда в 1924 году была сформирована команда Бостон Брюинз, Росс был нанят в качестве первого тренера и генерального менеджера команды. Главным тренером он работал до 1945 года, генеральным менеджером он оставался до своего ухода в отставку в 1954 году. Росс помог команде из Бостона десять раз занять первое место в лиге и трижды завоевать Кубок Стэнли. После того, как Арт стал работать с Брюинз, он, вместе с женой и двумя сыновьями переехал в пригород Бостона и в 1938 году получил американское гражданство. В 1947 году хоккеист представил Арт Росс Трофи, ежегодно вручаемый лучшему бомбардиру регулярного чемпионата НХЛ. Кроме этого, Росс был среди первых двенадцати игроков, вошедших в Зал хоккейной славы.

## Ранняя жизнь
Родился 13 января 1886 года в Нотоне, Онтарио. Его отец, Томас Росс, был главой местного отделения компании Гудзонова залива. Двенадцатый из тринадцати детей, Росс знал два языка — английский и оджибве. Он научился кататься на коньках на Уайтфиш Бэй, южной части Верхнего озера с помощью лезвий, закрепленных на ботинках. В 1902 году он переехал в Монреаль, играл в организованных хоккейных лигах, находящихся в богатом районе Уэстмаунт. Играл в школьный и юношеский хоккей с Лестером и Фрэнком Патриками, позже введённых в зал хоккейной славы. Росс и Лестер решили заняться перепродажей билетов на Монреаль Арену, покупая билеты за 35 центов и продавая их за доллар, что приносило некоторый доход.

## Игровая карьера

### 1905-09
Лучшие игроки своих школьных команд, Росс и братья Патрик, были приглашены в команды местной лиги в Монреале. Росс впервые сыграл в организованной лиге в 1905 году, присоединившись к команде Монреаль Уэстмаунт, играющей в Канадской Любительской Хоккейной Лиге, высшей любительской лиге Канады. Он забил десять голов в восьми матчах чемпионата. Его противники считали его одним из стремительнейших защитников. Большинство защитников в то время или выбрасывали шайбу или сразу передавали её нападающему. В отличие от них, Росс сам заносил шайбу в зону нападения. В том же году он переехал в Брендон (Манитоба), где присоединился к клубу Брендон Елкс из хоккейной лиги Манитобы, главной лиге провинции. В 1906 году, в своём первом сезоне он забросил шесть шайб в семи матчах. Примерно в это время у Кенора Фистлс, чемпиона лиги Манитобы, появилась необходимость усилить свою команду для борьбы против Монреаль Уондерерз за Кубок Стэнли. Фистлс заплатили Россу тысячу долларов за то, чтобы он сыграл оба матча (это было обычной практикой в то время), и они выигрывают Кубок. Росс стал важной частью команды. Его очень хорошо приняли в Монреале, несмотря на то, что он играл за команду соперника. Когда эти команды играли в марте без Росса и других временных игроков, Фистлс проиграли.

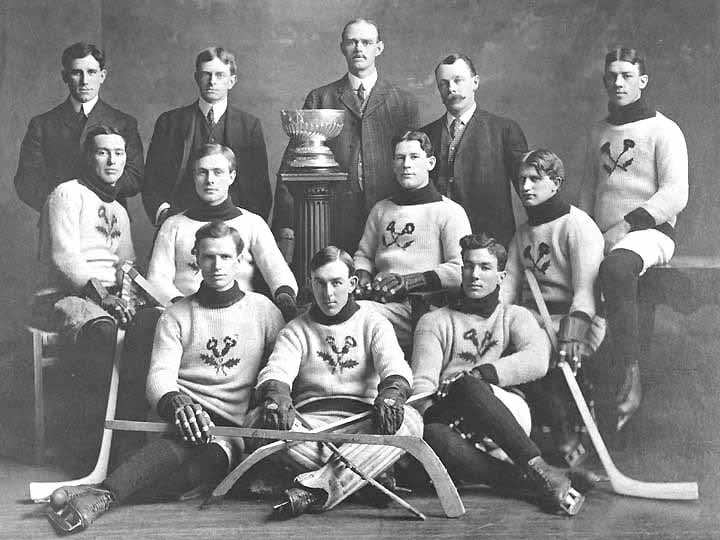
Кенора Фистлс на фотографии с Кубком Стэнли в 1907 году. Росс находится в первом ряду, крайний справа.

В следующем году Росс вернулся в Монреаль. Он начал играть за Уондерерз, команду которую он победил в составе Фистлс. Уондерерз выступали в Любительской Хоккейной Ассоциации Восточной Канады, преемнике Канадской Любительской Хоккейной Лиги, как главной лиги страны. За сезон, длившийся с января по март он забросил восемь шайб в десяти играх. Росс помог своей команде финишировать первой в лиге и отстоять кубок Стэнли в борьбе против команд из Оттавы, Виннипега и Торонто. Таким образом Росс стал вторым игроком, получавшим кубок два года подряд с разными командами (ранее это сделал Джек Маршалл в 1901 и 1902 годах). В январе 1908 года он стал участником первого в истории спорта матча всех звёзд, организованного для помощи семье бывшего защитника Уондерерз Хода Стюарта, погибшего прошлым летом. Помимо игры за Монреаль, Росс продолжал играть за другие команды, заплатившие ему за помощь в важных матчах. В сезоне 1909 Росс потребовал зарплату в 1600 долларов. Он согласился на 1200 долларов, но средняя зарплата хоккеистов составляла тогда 600 долларов. Росс получал также денежный бонус в 400 долларов за игру в кубке Стэнли против команды из Эдмонтона в декабре 1908, когда Уондерерз выиграли две игры с общим счётом 13-10. Он закончил сезон с двумя голами в девяти матчах.

### 1909-18
В конце 1909 года была образована новая лига — Канадская Хоккейная Ассоциация. Одна из команд, Олл-Монреаль Хокей Клаб нанял Росса как играющего менеджера. Однако лига проработала всего несколько недель, распалась в 1910 году. Росс, забросивший четыре шайбы в 4 матчах КХА, был подписан клубом Хэйлибури Кометс из Национальной Хоккейной Ассоциации, новой лиги, образованной вместо ЛХАВК. Он получил 2700 долларов за чемпионат 1910 года, длившийся с января по март. Сыграв 12 матчей, Росс забросил шесть шайб в 12 матчах. Перед следующим сезоном НХА ввела потолок зарплат, равняющийся 5000 долларов на команду. Многие хоккеисты, в том числе Росс, были недовольны, так как это привело бы к уменьшению зарплат, и попытались создать собственную лигу без потолка. Однако этим планам не суждено было сбыться, потому что все арены принадлежали или были арендованы НХА. Следующий сезон Росс играл за Уондерерз, забросил четыре шайбы в восьми матчах, но его команда закончила сезон на четвёртом, предпоследнем месте. 25 февраля, в матче против Квебек Булдогз, Росс, подравшись с Эдди Отмэном, отправил его в нокаут, тем самым спровоцировав массовую драку между игроками обоих клубов, разнимать которую пришлось полиции. Этот случай укрепил репутацию Росса, как жёсткого игрока, не отступающего ни перед чем. В следующем сезоне Росс забросил одиннадцать шайб в 19 матчах, подняв команду на второе место в лиге.

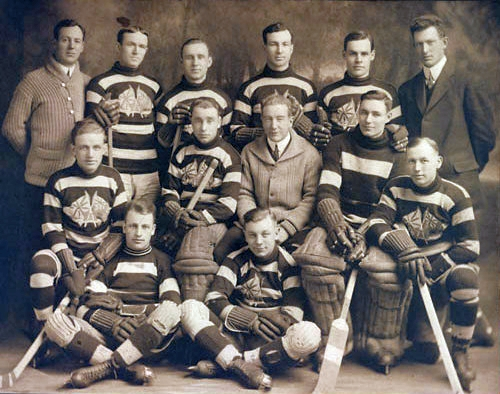
Оттава Сенаторз в сезоне НХА 1914—1915. Росс в заднем ряду 4-й слева.

Перед сезоном НХА 1913—1914 Росс отказался подписывать контракт с Уондерерз, требуя повышения заработной платы. Так как он был одним из лучших игроков команды, Уондерерз согласились с его требованиями (1500 долларов за сезон). Росс закончил сезон с показателем 9(4+5) очков. В следующем сезоне Росс начал снова переговоры с другими игроками НХА о создании новой лиги с более высокими зарплатами. В ответ на это Эмметт Куинн, президент НХА, был вынужден дисквалифицировать его. Росс объявил себя свободным агентом, контракт с Уондерерз считал недействительным. После этого Куинн отстранил его от всего организованного хоккея, несмотря на то, что не имел для этого возможностей. Однако проект новой лиги не смог осуществиться, и Росс пытается восстановиться в лиге на встрече с владельцами клубов НХА, произошедшей 18 декабря 1914 года. Владельцы понимали, что отстранение Росса наносит ущерб лиге. Тем не менее он не смог больше играть в Уондерерз. Поначалу Росс тренировался в Монреаль Канадиенс, позже присоединился к Оттава Сенаторз. По окончании сезона 1914—1915 Сенаторз и Уондерерз показали одинаковый результат — 14 побед и 6 поражений. Для определения чемпиона НХА было сыграно два матча, победитель определялся по сумме забитых шайб. Победитель получал право бороться за Кубок Стэнли против чемпиона Хоккейной Ассоциации Тихоокеанского Побережья Ванкувер Миллионерс. Росс, забросивший три шайбы в шестнадцати матчах чемпионата, в первом матче против Уондерерз забил один гол. Тогда Оттава победила 4-0. В ответном матче Уондерерз победили с минимальным преимуществом 1-0. Оттава становится чемпионом НХА с общим счётом 4-1. Помогая Сенаторз остановить Уондерерз, славившихся своей скоростью, Росс создал новую оборонительную тактику, усовершенствованная версия которой называется «Ловушка средней зоны». Заключается она в том, что при переходе нападающего соперника в среднюю зону, его сразу же начинают прессинговать вингер и центрфорвард и ему становится трудно отдать пас. Он вынужден делать проброс или отдавать назад, в зону защиты.
В следующем году Росс, заработавший 16(8+8) очков в 21 матче, занимал второе место в команде по зарплате; он получал 1400 долларов, что на 100 долларов меньше, чем у Фрэнка Нигбора. Несмотря на это, Росс покинул команду и вернулся в Монреаль, чтобы присматривать за магазином спортивных товаров. Он снова присоединился к Уондерерз. Играя за них, он забросил 6 шайб и сделал две передачи в 16 матчах. В ноябре 1917 Уондерерз, вместе с Монреаль Канадиенс, Торонто Аренас, Квебек Булдогс и Оттава Сенаторз распустили НХА и создали Национальную Хоккейную Лигу. Росс стал тренером Уондерерз, но пожар, вспыхнувший 2 января 1918 года разрушил их домашнюю Монреаль Арену и вынудил команду прекратить игры после четырёх сыгранных матчей. После расформирования Уондерерз Росс закончил игровую карьеру. В НХЛ он забросил одну шайбу в трёх матчах.

## Личная жизнь
Кроме хоккея, Росс также увлекался бейсболом, канадским футболом, лакроссом и мотогонками. Перед тем, как стать хоккейным функционером, он был банковским клерком и содержал магазин спортивных товаров в Монреале. По совету родителей в 1905 году Росс переехал в Брэндон, так как мог получить работу в банке с зарплатой в 600 долларов в год. Он бросил эту карьеру, как только занялся хоккеем профессионально. Он женился на Мюриэл, коренной монреальке и родил от неё двоих сыновей, Арта и Джона. Во время Второй мировой войны оба сына проходили службу в Королевских военно-воздушных силах Канады. После войны Росс сделал своего сына Арта бизнес-менеджером Брюинз. После того, как Росс был назначен тренером и менеджером Бостон Брюинз в 1924 году, он переехал с семьей в пригород Бостона — Бруклайн (штат Массачусетс). Получил американское гражданство 22 апреля 1938 года. 5 августа 1964 года Росс умер в доме престарелых в пригороде Бостона Медфорде, штат Массачусетс, в возрасте 78 лет.

## Статистика

### Игровая статистика
| 1902-03 | Монреаль Уэстмаунт    | —  | —  | — | —  | —  | — | — | — | — | —  |
| 1903-04 | Монреаль Уэстмаунт    | —  | —  | — | —  | —  | — | — | — | — | —  |
| 1904-05 | Монреаль Уэстмаунт    | 8  | 10 | 0 | 10 | —  | — | — | — | — | —  |
| 1905-06 | Брэндон Елкс          | 7  | 6  | 0 | 6  | —  | — | — | — | — | —  |
| 1906-07 | Кенора Фистлс         | —  | —  | — | —  | —  | 2 | 0 | 0 | 0 | 10 |
| 1906-07 | Брэндон Елкс          | 10 | 6  | 3 | 9  | 11 | 2 | 1 | 0 | 1 | 3  |
| 1907-08 | Монреаль Уондерерз    | 10 | 8  | 0 | 8  | 27 | 5 | 3 | 0 | 3 | 23 |
| 1907-08 | Пемброук Люмбер Кингс | 1  | 5  | 0 | 5  | —  | — | — | — | — | —  |
| 1908-09 | Монреаль Уондерерз    | 9  | 2  | 0 | 2  | 30 | 2 | 0 | 0 | 0 | 13 |
| 1908-09 | Кобальт Силвер Кингс  | —  | —  | — | —  | —  | 2 | 1 | 0 | 1 | 0  |
| 1909-10 | Олл-Монреаль ХК       | 4  | 4  | 0 | 4  | 3  | — | — | — | — | —  |
| 1909-10 | Хэйлибури Кометс      | 12 | 6  | 0 | 6  | 25 | — | — | — | — | —  |
| 1910-11 | Монреаль Уондерерз    | 11 | 4  | 0 | 4  | 24 | — | — | — | — | —  |
| 1911-12 | Монреаль Уондерерз    | 18 | 16 | 0 | 16 | 35 | — | — | — | — | —  |
| 1913-14 | Монреаль Уондерерз    | 18 | 4  | 5 | 9  | 74 | — | — | — | — | —  |
| 1914-15 | Оттава Сенаторз       | 16 | 3  | 1 | 4  | 55 | 5 | 2 | 0 | 2 | 0  |
| 1915-16 | Оттава Сенаторз       | 21 | 8  | 8 | 16 | 69 | — | — | — | — | —  |
| 1916-17 | Монреаль Уондерерз    | 16 | 6  | 2 | 8  | 66 | — | — | — | — | —  |
| 1917-18 | Монреаль Уондерерз    | 3  | 1  | 0 | 1  | 12 | — | — | — | — | —  |

### Тренерская статистика
|             |                    |             | Регулярный чемпионат | Регулярный чемпионат | Регулярный чемпионат | Регулярный чемпионат |    | Плей-офф | Плей-офф | Плей-офф                   | Плей-офф          | Плей-офф |
| Сезон       | Команда            | И           | В                    | П                    | Н                    | И                    | В  | П        | Н        | Результат                  |                   |          |
| ----------- | ------------------ | ----------- | -------------------- | -------------------- | -------------------- | -------------------- | -- | -------- | -------- | -------------------------- | ----------------- | -------- |
| 1917/18     | Монреаль Уондерерз | 6           | 1                    | 5                    | 0                    | —                    | —  | —        | —        | —                          |                   |          |
| 1922/23     | Гамильтон Тайгерз  | 24          | 6                    | 18                   | 0                    | —                    | —  | —        | —        | —                          |                   |          |
| 1924/25     | Бостон Брюинз      | 30          | 6                    | 24                   | 0                    | —                    | —  | —        | —        | —                          |                   |          |
| 1925/26     | Бостон Брюинз      | 36          | 17                   | 15                   | 4                    | —                    | —  | —        | —        | —                          |                   |          |
| 1926/27     | Бостон Брюинз      | 44          | 21                   | 20                   | 3                    | 8                    | 2  | 2        | 4        | Поражение в финале         |                   |          |
| 1927/28     | Бостон Брюинз      | 44          | 20                   | 13                   | 11                   | 2                    | 0  | 1        | 1        | Поражение в полуфинале     |                   |          |
| 1929/30     | Бостон Брюинз      | 44          | 38                   | 5                    | 1                    | 6                    | 3  | 3        | 0        | Поражение в финале         |                   |          |
| 1930/31     | Бостон Брюинз      | 44          | 28                   | 10                   | 6                    | 5                    | 2  | 3        | 0        | Поражение в полуфинале     |                   |          |
| 1931/32     | Бостон Брюинз      | 48          | 15                   | 21                   | 12                   | —                    | —  | —        | —        | —                          |                   |          |
| 1932/33     | Бостон Брюинз      | 48          | 25                   | 15                   | 8                    | 5                    | 2  | 3        | 0        | Поражение в полуфинале     |                   |          |
| 1933/34     | Бостон Брюинз      | 48          | 18                   | 25                   | 5                    | —                    | —  | —        | —        | —                          |                   |          |
| 1936/37     | Бостон Брюинз      | 48          | 23                   | 18                   | 7                    | 3                    | 1  | 2        | —        | Поражение в четвертьфинале |                   |          |
| 1937/38     | Бостон Брюинз      | 48          | 30                   | 11                   | 7                    | 3                    | 0  | 3        | —        | Поражение в полуфинале     |                   |          |
| 1938/39     | Бостон Брюинз      | 48          | 36                   | 10                   | 2                    | 12                   | 8  | 4        | —        | Победа в Кубке Стэнли      |                   |          |
| 1941-42     | Бостон Брюинз      | 48          | 25                   | 17                   | 6                    | 5                    | 2  | 3        | —        | Поражение в полуфинале     |                   |          |
| 1942/43     | Бостон Брюинз      | 50          | 24                   | 17                   | 9                    | 9                    | 4  | 5        | —        | Поражение в финале         |                   |          |
| 1943/44     | Бостон Брюинз      | 50          | 19                   | 26                   | 5                    | —                    | —  | —        | —        | —                          |                   |          |
| 1944/45     | Бостон Брюинз      | 50          | 16                   | 30                   | 4                    | 7                    | 3  | 4        | —        | Поражение в полуфинале     |                   |          |
| Всего в НХЛ | Всего в НХЛ        | Всего в НХЛ | 758                  | 368                  | 300                  | 90                   | 65 | 27       | 33       | 5                          | Один Кубок Стэнли |          |

## Награды
| Награда                              | Год        |
| ------------------------------------ | ---------- |
| Тренер первой сборной всех звёзд НХЛ | 1939       |
| Тренер второй сборной всех звёзд НХЛ | 1938, 1943 |
| Лестер Патрик Трофи                  | 1984       |